# Dendrobium patentissimum
Dendrobium patentissimum är en orkidéart som beskrevs av Johannes Jacobus Smith. Dendrobium patentissimum ingår i släktet Dendrobium, och familjen orkidéer. Inga underarter finns listade i Catalogue of Life.